# Benjamin Wall

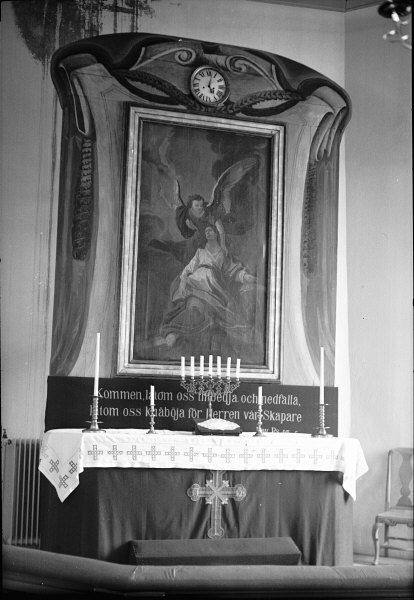
Altartavlan i Grinstads kyrka, målad av Benjamin Wall 1806.

Benjamin Wall, född 1749 i Färgelanda socken, Dalsland, död efter 1807 i Färgelanda, var en svensk vice adjutant, fänrik och målare.
Han var gift med Ulrika Lovisa Didron och var bosatt på gården Skriketorp i Färgelanda socken. Wall blev sergeant vid fortifikationens Stockholmsbrigad 1777 och konstituerades 1782 till vice adjutant vid Västgötabrigaden men blev enligt order utesluten ur rullorna 1801. För Grinstads kyrka i Bolstads pastorat utförde han 1806 altartavlan Jesus i Getsemane och dekorationsmålade predikstolen.